# Blood 'n Guts
Blood 'n Guts, anche scritto Blood and Guts nella schermata iniziale, è un videogioco sportivo multievento pubblicato nel 1986 per Commodore 64. Le varie discipline in cui si può competere sono giochi fantasiosi e sanguinari degli antichi barbari. Il titolo è infatti un'espressione inglese che indica qualcosa di violento e sanguinoso.

## Modalità di gioco
Ci sono dieci discipline in cui fare pratica o competere. Tutte sono una sfida diretta tra due contendenti, entrambi umani oppure uno controllato dal computer. Ciascun contendente umano può essere scelto tra 4 rudi personaggi a torso nudo, ma la scelta non influisce sullo svolgimento dei giochi. Le discipline sono:
- Tug of War (tiro alla fune): si possono dare strattoni più o meno forti, ma stando attenti al comsumo di energia. Il perdente cade in un fiume.
- Towerjump (salto dalla torre): bisogna buttarsi dalla torre e arrivare più lontano possibile, ma atterrando di testa sulla terra.
- Rockroller (rotola massi): si spinge un masso su per una collina, per fare un passo bisogna accumulare abbastanza energia agitando il joystick. Il primo che arriva in cima fa cadere il masso dall'altra parte schiacciando l'avversario.
- Beer drinking (bevuta di birra): vince chi finisce prima il boccale, dando lunghi sorsi controllati, stando attenti a non eccedere la capienza della gola e sputare.
- Human Hit (bersaglio umano): bisogna colpire con delle pietre testa, mani e piedi di un malcapitato alla gogna, servendosi di un mirino, nel minor tempo possibile.
- Pole Fight (combattimento con bastoni): un picchiaduro a cavalcioni di un tronco sospeso su un baratro.
- Cat Throwing (lancio del gatto): simile al lancio del martello e visto dall'alto, il concorrente ruota sempre più velocemente e deve lasciare il gatto al momento giusto, altrimenti finirà fuori campo, eventualmente sfracellandosi sul muro.
- Mountain Walk (camminata in montagna): la camminata in realtà è su una corda tesa tra due picchi. I concorrenti partono dalle due estremità e il primo che arriva al centro fa precipitare l'altro.
- Axe Throwing (lancio della scure): i concorrenti ai due lati dello schermo si lanciano a turno la scure. L'attaccante può mirare verticalmente e il difensore può schivare, ma solo i lanci meno centrali.
- Arm Wreck (braccio di ferro): visto dall'alto e basato sull'agitazione del joystick. Il perdente viene "marcato" in testa da una cacca di uccello.

In caso di competizione completa vince chi si aggiudica più eventi, e alla fine si assiste anche al ghigliottinamento del perdente.